# Hoje Eu Sou Feliz
Hoje eu sou feliz é o terceiro álbum de estúdio do cantor brasileiro Marcelo Nascimento, lançado em 1999 pela MK Music.

## Faixas
1. Hoje sou feliz (Marcelo Nascimento)
2. Volta pra casa (Marcus Salles)
3. Louvamos a Deus (Marcelo Nascimento)
4. A minha vida é mesmo assim (Marcelo Nascimento)
5. A minha história (Marcelo Nascimento e Marquinhos Nascimento)
6. Uma história de amor (Marcelo Nascimento)
7. No coração do pai (Kléber Lucas)
8. Eu prefiro ser fiel (Marcus Salles)
9. Vinde a mim (Marcelo Nascimento)
10. Dai louvor ao Senhor (Marcelo Nascimento)
11. Procura (Paulo Francisco)

## Ficha Técnica
- Arranjos, Produção Musical, Guitarras e Violões: Marcelo Nascimento
- Teclado: Abel
- Guitarras e violões: Marcelo Nascimento
- Bateria: Valmir Beça

- Gravado no verão de 1999 nos Estúdios Canto da Vitória e MK Publicitá
- Técnicos de gravação: Agenir, Tuca, Nilson e Eraldo
- Mixagem: Agenir e Marcelo Nascimento
- Gravação e mixagem na música Coração do pai: Sérgio Rocha
- Produção executiva e criação de capa: MK Publicitá
- Masterização: Toney Fontes

## Clipes
- Volta pra casa
- Vinde a mim